# Kraftvarmeværket ved DTU
Kraftvarmeværket ved DTU er et kraftvarmeværk ved Danmarks Tekniske Universitet (DTU) i Lyngby udenfor København i Danmark. Dette anlæg er et såkaldt kraftvarmeværk som udnytter op til 90% af energien i det fossile brændsel, idet spildvarmen udnyttes til levering af fjernvarme. DONG Energy solgte i 2012 værket til dcGeneration, et datterselskab i Danske Commodities A/S. 
Anlægget blev idriftsat i 1998. Brændselskilden er naturgas. Kraftvarmeværket producerer 38 MW elektricitet og 32 MJ/sek fjernvarme, nok til at dække 9.000 boligers varmebehov og elektricitetsbehovet til 40.000 husholdninger. 

## Teknik

### Generelt
Værket er et cc-anlæg (combined cycle power plant) Dette betyder at anlægget består af gasturbine, afgas-dampkedel og dampturbine.    
Denne type anlæg er kendetegnet ved:  
- At de er fysisk små i forhold til deres output.
- At en stor del af den indfyrede effekt bliver til el-effekt.
- Korte opstartstider og dermed relativt fleksible.

### Gasturbinen
Gasturbinen er en General Electric LM2500+ DLE med en 6 pack powerturbine. Denne trækker en Siemens Generator. 
Gasturbinen er lavet til luftfartsindustrien. Den har ca. 43.000 HK på akslen. Ved fuldlast er den indfyrede effekt ca. 80 MW og har en akselvirkningsgrad på ca 39%.
Det er således at en gasturbines ydelse er meget afhængig af indsugningsluftens temperatur og barometerstanden. Ved lave temperaturer og højtryk laver turbinen mest. 

### Kedlen
Kedlen er bygget af Aalborg keystone. Det er en beholderkedel med 2 separate tryksystemer og dermed 2 overbeholdere. Derudover er der en fjernvarme-economizer i kedlen der kan lave ca. 4MW. Temperaturen i bunden af kedlen lige efter gasturbinen er ca. 500 grader C, og i toppen af kedlen, lige før skorsten, er der ca. 85 grader C. Ved fuldlast laver højtrykskedlen ca. 35 t/h ved ca. 500 grader og ca. 50 bar mens lavtryk laver ca. 8 t/h ved ca. 250 grader og ca. 8 bar. 

### Dampturbinen
Dampturbinen er en Siemens NG32/407 og yder ved fuldlast ca 8,3 MW. Det er muligt at lave bypass over dampturbinen, således at de 8,3 MW bliver til fjernvarme i stedet for strøm.

### Fjernvarmesystemet - produktion
Når man har en dampturbine skal man have en kondensator (en varmeveksler hvor dampen kondenserer). Denne har til opgave at lave et nær-vakuum efter turbinen, således at man trækker dampen gennem turbinen. Dette har 2 formål; dels at få maksimalt differencetryk over turbinen for maksimalt output, dels for at undgå at dampen fortætter til vand i turbinen, hvilket vil erodere turbinen og over tid ødelægge denne. Måden man skaber vakuumet på, er ved at bruge et kølemedie til at få dampen til at "klappe sammen" og blive til vand. Dette giver en masse varme fra sig. Kølemediet er koldt returvand fra fjernvarmen, og når dette har været gennem kondensatoren er det opvarmet og klar til fjernvarmekunden. Ved fuldlast laves der ca 31 MW varme. 

### Fjernvarmesystemet - varmeakkumulator
Anlægget fungerer bedst ved fuldlast, men der er ikke altid brug for anlæggets maksimale fjernvarmeeffekt. Derfor er der bygget en varmeakkumulator. Dette er en beholder med 8000 m3 fjernvarmevand, som kan lades og aflades for temperatur. Denne kan således være buffer mellem anlæg og forbrugere. Med de temperatursæt der er i fjernvarmen, kan beholderen indeholde ca. 350 MWh varme.

### Fjernvarmedistribution
Kraftvarmeværket ejer ikke noget ledningsnet. Der er kun en modpart, hvilket er et selskab stiftet til formålet. DTU-HF a.m.b.a. består af DTU og Holte Fjernvarme a.m.b.a. Selskabet ejer alle ledninger til fordelingen af varmen.
Fra 2018 er Vestforbrændingen også blevet modpart i fjernvarmen, idet der er opstillet en veksler-station på værket der kan veksle varme begge veje.

### Samarbejde med Nordforbrændingen
DTU kraftvarmeværk har et samarbejde Nordforbrændingen I/S. Nordforbrændingen har om sommeren en overskud af fjernvarme, som tidligere blev bortkølet som spildvarme. Denne varme køber kraftvarmeværket nu af Nordforbrændingen I/S. 
Overvågning
Når man har et kedelanlæg under tryk, afgør myndighederne graden af overvågning. Traditionelt set har det været krav at et kedelanlæg skal være bemandet hvis der er tryk på. Dette er blevet udfordret af bl.a. DTU kraftvarmeværk, idet der er lempelse for at den "stadige overvågning" kan foregå via et fremmed kontrolrum. Det sker i praksis ved at et fremmed kontrolrum via internettet logger på kontrolsystemet for kraftvarmeanlægget. 
Gennem tiderne har der været flere aktører, som fremmed kontrolrum. Fra opførelse til 2012 var det Kyndbyværkets kontrolrum. Fra 2012- 2018 har det været Nordforbrændings kontrolrum, Norfors. Fra 2018 er det Verdo, ved Randers der er femmed kontrolrum.  

## Historie
- 1986 det gamle kulfyrede anlæg idriftsat
- 1996 det gamle kulfyrede anlæg udtaget for at gøre plads til nuværende anlæg.
- 1998 Anlægget idriftsat af SK energi og NESA
- 2000 SK Energi bliver en del af Energi E2
- 2006 Energi E2 bliver en del af DONG energy
- 2009 Fjernvarmenettet bygges om til at kunne modtage overskudsvarme fra Nordforbrændingens fjernvarmenet.
- 2010 Gasturbine ombygget og renoveret efter ca. 55.000 driftstimer
- 2012 DONG energy sælger anlægget til dcGeneration, et datterselskab til Danske Commodities A/S
- 2012 Norfors overtager rollen som fjernkontrolrum fra Kyndbyværkets kontrolrum
- 2013 Ombygning af DTU varmecentral
- 2015 Anlægget ombygges til hurtig start
- 2016 Anlægget deltager i hurtigstartreserven for energinet.dk
- 2018 November. Verdo's døgnbemandede kontrolrum overtager rollen som fjern-overvåger.
- 2018 Grundbeløbsordningen ophører
- 2018 Sammenbygning mellem VF's fjernvarmenet gennem vekslerstationen "Lundtofte" placeret på DTU KVV
- 2019 El-kedel på 40 MW opføres på DTU KVV[2]
- 2020 overtaget af Vestforbrændingen[3]